# Aristènet (cònsol)
Aristènet   (Paflagònia, 364 (Gregorià) - Després de 404) en grec antic: Άρισταίνετος;  va ser un polític romà que va ser nomenat cònsol l'any 404 juntament amb Honori, emperador de l'Imperi Romà d'Occident.

## Biografia
Aristènet era fill de Bassià (un notari de la cort oriental cap a l'any 371) i Prisca. Tant el seu avi patern, Talàssi, com el seu avi matern, Helpidi, havien estat prefectes del pretori d'Orient. Possiblement pagà, estava emparentat amb el retòric Libani, del qual Aristènet va ser deixeble.
Aristènet era partidari de Flavi Rufí, i gràcies a la seva influència, Aristènet va ser nomenat praefectus urbi de Constantinoble a la segona meitat de l'any 392. També va visitar Antioquia amb algun propòsit l'any 393. L'any 404 va ser nomenat cònsol posterior a l'Orient juntament amb l'emperador Honori, tot i que el seu càrrec no va ser reconegut a Occident pel poder que hi havia darrere de la cort occidental, el magister utriusque militiae, Estilicó.